# Unitat de servei actiu
Les unitats de servei actiu (active service unit, ASU) eren cèl·lules de l'Exèrcit Republicà Irlandès Provisional (IRA), organització paramilitar nord-irlandesa, d'entre quatre i deu membres, encarregada de dur a terme atacs armats. El 2002, l'IRA comptava amb uns 1.000 membres actius, dels quals uns 300 pertanyien a unitats de servei actiu.
A partir de 1977, l'IRA va anar abandonant estructures d'organització militar convencionals com a mesura de seguretat. En lloc de les estructures de batalló, es va introduir un sistema de dos tipus d'unitats paral·leles dins d'una brigada de l'IRA. En primer lloc, les antigues estructures de "companyia" es van utilitzar per a membres que feien tasques a de suport com la recollida d'informació, vigilància o trasllat d'armes. D'altra banda, els atemptats va passar a ser responsabilitat d'un segon tipus d'unitat, les ASU. Per a millorar la seguretat i la capacitat operativa, aquestes ASU eren cèl·lules més petites i unides, normalment formades entre cinc i vuit membres, per a dur a terme atacs armats. Les armes de les ASU eren controlades per un intendent sota el control directe dels dirigents de l'IRA. A la fi de la dècada de 1980 i principis de la de 1990, s'estimava que l'IRA comptava amb uns 300 membres integrats en les ASU, i aproximadament 450 que exercien funcions de suport. L'excepció a aquesta reorganització va ser la Brigada del Sud de Armagh, que va conservar la seva jerarquia tradicional i la seva estructura de batallons i va utilitzar un nombre relativament elevat de voluntaris en les seves accions.